# Hrabstwo Fountain

Piramida wieku hrabstwa

Hrabstwo Fountain (ang. Fountain County) – hrabstwo w stanie Indiana w Stanach Zjednoczonych.

## Geografia
Według spisu z 2010 roku obszar całkowity hrabstwa obejmuje powierzchnię 397,88 mili2 (1030,5 km²), z czego 395,66 mili2 (1024,75 km²) stanowią lądy, a 2,22 mili2 (5,75 km²) stanowią wody. Według szacunków United States Census Bureau w roku 2012 miało 17 119 mieszkańców. Jego siedzibą administracyjną jest Covington.

### Miasta
- Attica
- Covington
- Hillsboro
- Kingman
- Mellott
- Newtown
- Wallace
- Veedersburg